# Еден Надаш
Еден Надаш  (угор. Ödön Nádas, 30 серпня 1889, Будапешт, Австро-Угорщина — 26 лютого 1960) — угорський футболіст, що грав, зокрема, за клуби «Будапешт ЕАК» та «33». По завершенні ігрової кар'єри — тренер.

## Ігрова кар'єра
Грав за футбольні клуби «Будапешт ЕАК» і «33». 

## Кар'єра тренера
Розпочав тренерську кар'єру 1932 року, очоливши тренерський штаб збірної Угорщини. Очолював угорську команду на ЧС-1934. Його здобуток на чолі збірної - 7 перемог, 3 нічиї та 7 поразок у 17 матчах.
Помер 26 лютого 1960 року на 71-му році життя.